# (1284) Latvia
(1284) Latvia – planetoida z pasa głównego asteroid okrążająca Słońce w ciągu 4 lat i 111 dni w średniej odległości 2,64 au. Została odkryta 27 lipca 1933 roku w Landessternwarte Heidelberg-Königstuhl w Heidelbergu przez Karla Reinmutha. Ponieważ orbitę planetoidy wyliczył łotewski astronom Kārlis Šteins jej nazwa pochodzi właśnie od Łotwy, kraju nadbałtyckiego. Przed nadaniem nazwy planetoida nosiła oznaczenie tymczasowe (1284) 1933 OP.